# Cmentarz Bożego Ciała we Wrocławiu – przykościelny
Cmentarz Bożego Ciała we Wrocławiu (przykościelny) – niezachowany średniowieczny cmentarz we Wrocławiu założony około 1320, a zlikwidowany około 1540 roku.
Cmentarz służył klasztorowi joannitów oraz prowadzonemu przez nich pobliskiemu szpitalowi i ich kościołowi Bożego Ciała. Grzebani tam byli zapewne nie tylko zmarli zakonnicy, ale także pacjenci szpitala oraz miejscowa ludność należąca do parafii Bożego Ciała. Po rozbudowie kościoła w II połowie XIV wieku cmentarz prawdopodobnie położony był na terenie przylegającym do powstałych w tym okresie fortyfikacji ziemnych (biegnących wzdłuż południowej linii obecnej ulicy Bożego Ciała, niem. Kreuzherrenweg) przy Bramie Świdnickiej. Zachodnią granicę pola grzebalnego stanowiła ul. Świdnicka, natomiast granicę wschodnią linia przy wschodnim zamknięciu prezbiterium kościoła.
Cmentarz funkcjonował w tym miejscu do około 1520 roku, kiedy zabudowania klasztorne oraz teren zakonu przejęła gmina miejska.
Pomiędzy listopadem 2005 a marcem 2006 roku archeolodzy przebadali część terenu dawnego cmentarza, położoną pomiędzy skrzyżowaniem ulicy Bożego Ciała z ulicą Świdnicką a prezbiterium kościoła, odsłaniając 274 groby. Znaleziska potwierdziły datowanie pochówków. Stwierdzono, że przez blisko dwieście lat istnienia w tym miejscu cmentarza nastąpiło na nim nawarstwianie się pochówków: można było tam wyróżnić aż do sześciu poziomów grobów. Natrafiono podczas tych prac na dotąd nigdzie nieodnalezione we Wrocławiu średniowieczne pochówki zbiorowe (cztery groby zawierające szczątki co najmniej 10, 5, 4 i 3 osób). Badacze przypuszczają, że mogły być to bądź ofiary chorób zmarłe w szpitalu joannitów, bądź po prostu osoby ubogie, których nie było stać na własne groby, lub nawet osoby zmarłe z głodu.